# 尾上健司
尾上 健司（おのうえ けんじ、1978年5月12日 - ）は、日本の元男子バレーボール選手（全日本代表）。

## 来歴
神奈川県足柄上郡中井町出身。小学校の頃はサッカー少年だったが、長続きしなかった。実兄の影響で、中井中学1年よりバレーボールを始める。近所に富士フイルム・プラネッツの本拠地があり、当時の憧れは青山繁だった。
秦野南が丘高校、順天堂大学卒業。
2001年、青山に憧れ富士フイルムに入団するも、同シーズン末に廃部となった。
2002年、JTサンダーズに移籍、主力センターとして活躍した。
2003年、全日本代表に初選出され、同年ワールドカップに出場。2005年、2006年に再び全日本代表に選出され、2006年世界選手権に出場した。2007年には天皇杯・皇后杯全日本バレーボール選手権大会制覇に貢献した。
2010年、現役引退。その後は日本たばこ産業での社業のほか、9人制バレーのJT東京バレーボール部でプレーし、現在は同部の監督に就いている。

## 球歴・受賞歴
- 全日本代表 - 2003年、2005-2006年
  - 世界選手権 - 2006年
  - ワールドカップ - 2003年
  - ワールドリーグ - 2005年、2006年
- 受賞歴
  - 2002年 - 第9回Vリーグ ブロック賞、ベスト6

## 所属チーム
- 中井町立中井中学校
- 神奈川県立秦野南が丘高等学校
- 順天堂大学
- 富士フイルム・プラネッツ（2001-2002年）
- JTサンダーズ（2002-2010年）
- JT東京（9人制）